# Nevado de Cachi
El Nevado de Cachi és la muntanya més alta de les valls Calchaquíes i la dinovena de l'Argentina. Es troba a la província de Salta, al departament de Cachi, i té una altitud de 6.380 msnm i una prominència de 2.146 metres. Està format per nou cims, sent el més alt el Cim del Libertador General San Martín.
La primera ascensió va tenir lloc el 14 de febrer de 1950 per Arne Hoygaard, Olivero Pelicelli i Pedro Di Pasquo.